# World Mix
World Mix è una nuova versione dell'album precedente Deep Forest originariamente uscito nel 1992.

## Tracce
1. Deep Forest – 5:34
2. Sweet Lullaby – 3:54
3. Hunting – 3:27
4. Night Bird – 4:18
5. The First Twilight – 3:18
6. Savana Dance – 4:26
7. Desert Walk – 5:14
8. White Whisper – 5:46
9. The Second Twilight – 3:02
10. Sweet Lullaby (Ambient Mix) – 3:44
11. Sweet Lullaby (Round the World Mix) – 6:48
12. Sweet Lullaby (Apollo Mix) – 7:20
13. Deep Forest (Sunrise at Alcatraz) – 7:07
14. Forest Hymn (Apollo Mix) – 6:46
15. Forest Hymn – 5:49